# جک جنگلی
جک جنگلی (به انگلیسی: Wild Jack) رمان نوشته شده در سبک علمی–تخیلی توسط جان کریستوفر است.